# カルロス・クエジャル
カルロス・ハビエル・クエジャル・ヒメネス（Carlos Javier Cuéllar Jiménez, 1981年8月23日 - ）は、スペイン・マドリード出身の元サッカー選手。現役時代のポジションはディフェンダー。

## 来歴
2000年にスペイン、テルセーラ・ディビシオン（4部）のCDカラオラにてキャリアをスタートさせる。翌2001年にはセグンダ・ディビシオン（2部）のCDヌマンシアに移籍、キャリアアップを果たすと2シーズンでリーグ戦62試合に出場とチームの守りの要として活躍する。
2003-2004シーズンにはプリメーラ・ディビシオン（1部）のCAオサスナへと移籍する。ここで当時の監督であったハビエル・アギーレに気に入られると、ヌマンシア時代と同じくポジションを確保、UEFAチャンピオンズリーグのグループリーグ進出は逃すも2005-2006シーズンのリーグ戦4位獲得に貢献する。
そして2007年にはスペインを飛び出しスコットランドの強豪レンジャーズFCへと加入、ここでもレギュラーとしてプレーする。日本では2008年4月17日のセルティックFCとのオールドファームにおいて中村俊輔のシュートを手で止めて退場処分を受けたことで知られているが、チーム内では1シーズンの所属ながらも絶対的な存在となり、2008年のスコットランド・サッカー記者協会年間最優秀選手賞を受賞している。
2008年からはイングランドへとプレーの場を移し、アストン・ヴィラFCに所属。古豪チームとあって、レギュラーに固定されない状況ではあるが各リーグで高評価を得たストッパーとしての能力を生かしている。
2012年にヴィラ時代の恩師マーティン・オニールが率いるサンダーランドAFCに移籍。
2014年8月20日、ノリッジ・シティFCに加入した。
ノリッジ退団後の2015年8月10日、UDアルメリアに1年契約で移籍した。
2016年8月12日、イスラエル・プレミアリーグのマッカビ・ペタク・チクヴァFCに加入。
翌シーズンは同リーグのハポエル・イロニ・キリヤット・シュモナFCでプレーすることが発表された。
2018年5月15日、ベイタル・エルサレムFCに移籍した。
2018年9月7日、ブネイ・イェフダ・テルアビブFCに移籍した。
2019年10月17日、現役引退を表明した。

## タイトル

### クラブ
レンジャーズ
- スコティッシュ・カップ : 2007-08
- スコティッシュ・リーグカップ : 2007-08

ブネイ・イェフダ
- グヴィア・ハメディナ : 2018-19

### 個人
- SPL年間最優秀集選手 : 2007-08
- SFWA年間最優秀選手賞 : 2007-08